# Jerzy Kraska
Jerzy Adam Kraska (Płock, 1951. december 2. –) olimpiai bajnok lengyel labdarúgó, hátvéd.

## Pályafutása

### Klubcsapatban
1962-ben a Mazovia Płock korosztályos csapatában kezdte a labdarúgást. 1969 és 1983 között a Gwardia Warszawa labdarúgója volt. 1983 és 1985 között a finn Kuopion PS csapatában szerepelt. 1986-ban visszatért a Gwardiához is itt fejezte be az aktív labdarúgást.

### A válogatottban
1972–73-ban 13 alkalommal szerepelt a lengyel válogatottban. Tagja volt az 1972-es müncheni olimpiai játékokon aranyérmet nyert csapatnak.

## Sikerei, díjai
Lengyelország
- Olimpiai játékok
  - aranyérmes: 1972, München